# Asterolasia asteriscophora
Asterolasia asteriscophora är en vinruteväxtart. Asterolasia asteriscophora ingår i släktet Asterolasia och familjen vinruteväxter.

## Underarter
Arten delas in i följande underarter:
- A. a. albiflora
- A. a. asteriscophora